# Sabbath Bloody Sabbath
Sabbath Bloody Sabbath ist das fünfte Studioalbum der britischen Heavy-Metal-Band Black Sabbath und wurde 1973 veröffentlicht.

## Entstehungsgeschichte
Nach den Touren zum Vorgängeralbum Vol. 4 begann das Jahr 1973 erstmal als Ruheperiode für die Band. Durch die ausgiebigen Tourneen und den Erfolg der vier Vorgängeralben wurden Black Sabbath zu Stars.
Im Dezember 1973 erschien das Album. Es war das erste von der Band selbst produzierte Album.
Der Titel stammt aus einer Schlagzeile des Melody Maker. Das Cover wurde von Drew Struzan erstellt. Das Motiv ist ein Rückgriff auf das satanische Image früherer Veröffentlichungen. Kritik brachte der Band die Schrift des von Geoff Halpin erstellten Albumlogos ein. Die beiden S im Plattentitel wurden als Siegrune eingearbeitet, was eine Ähnlichkeit mit dem Zeichen der SS mit sich brachte.
Als Single wurde das Titelstück ausgekoppelt, diese konnte jedoch keinen nennenswerten Erfolg verzeichnen.

## Musikstil und Rezeption
Auf dem Album setzte die Band erstmals Synthesizer ein, was eine deutliche Veränderung gegenüber dem Stil der ersten vier Alben bedeutete. Verantwortlich für das Keyboardspiel war Rick Wakeman von Yes. Dieser war ein Freund der Band und hatte bereits mit ihr getourt. Gleichzeitig weist das Album teilweise auch leichte Jazz- bzw. Fusioneinflüsse auf.
Das Album gilt als großer Einfluss für die Grunge-Bewegung.
Das Album erreichte Platz 11 in den US-Billboard-Charts und Platz 4 in den britischen Charts.
Im Jahr 2014 belegte das Album Platz 94 auf der Liste Die 100 besten Metal- und Hardrock-Alben aller Zeiten des Rolling Stone.

## Titelliste
Alle Songs wurden von Butler, Iommi, Osbourne und Ward geschrieben.
1. Sabbath Bloody Sabbath – 5:45
2. A National Acrobat – 6:15
3. Fluff – 4:12
4. Sabbra Cadabra – 5:59
5. Killing Yourself to Live – 5:42
6. Who Are You? – 4:10
7. Looking for Today – 5:03
8. Spiral Architect – 5:29

## Songinfos
Der Instrumentaltrack Fluff wurde dem Radiomoderator Alan „Fluff“ Freeman gewidmet, der der Band viele Tore geöffnet hatte.
Killing Yourself to Live wurde oft als Suizid-Hymne missverstanden, das Lied kritisiert lediglich den Arbeitsalltag. Der Rockkritiker Chuck Klosterman benannte eines seiner Bücher nach dem Songtitel.

## Coverversionen
- Die Thrash-Metal-Band Anthrax veröffentlichte eine Coverversion von Sabbath Bloody Sabbath auf ihrer EP I’m the Man.
- Die Death-Metal-Band Amon Amarth coverte Sabbath Bloody Sabbath auf ihrer ersten Demo "Thor Arise".
- Metallica coverten Sabbra Cadabra auf Garage Inc., ihre Fassung enthält zudem einen längeren Auszug aus A National Acrobat.
- Die schwedische Band The Cardigans nahmen eine Version von Sabbath Bloody Sabbath für das Album Emmerdale auf.
- Die Death-/Black-Metal-Band Belphegor coverte den Titelsong auf ihrem Album The Last Supper.
- Die finnische Musikgruppe Apocalyptica veröffentlichte auf ihrem 2010 erschienenen Album 7th Symphony eine Coverversion von Spiral Architect.